# ویلیام الکوت
ویلیام الکوت (انگلیسی: William Elcoat؛ ۱۸۵۹ – ۱۹۱۲) مربی فوتبال اهل انگلستان بود.
وی دومین مربی تاریخ باشگاه فوتبال آرسنال بوده است.